# Gigantosaurus
Gigantosaurus is een geslacht van plantenetende sauropode dinosauriërs dat tijdens het Jura leefde in het gebied van het huidige Engeland. De naam is in de twintigste eeuw per abuis ook gegeven aan een aantal geheel andere Afrikaanse soorten ondanks dat men wist dat ze al bezet was.

## Gigantosaurus megalonyx
In 1869 benoemde Harry Govier Seeley de soort Gigantosaurus megalonyx. De geslachtsnaam is afgeleid van het Latijnse gigas, "enorm". De soortaanduiding is afgeleid van het Klassiek Griekse megalos, "zeer groot", en onyx, "klauw". Het type omvatte de specimina BMNH 32498-99, allemaal afkomstig uit de Kimmeridge Clay-formatie bij Stretham die dateert uit het Kimmeridgien-Tithonien, ongeveer 150 miljoen jaar oud. De fossielen waren niet bij elkaar gevonden: Seeley combineerde al het sauropode materiaal uit het gebied dat hij in de verzameling van het natuurhistorisch museum van Oxford aantrof, die hij in haar totaal aan het catalogiseren was, onder één naam. Het materiaal bestond uit: twee veertien centimeter lange afgietsels van de voornoemde klauw, een halswervel, twee staartwervels, de onderkant van een kuitbeen en een scheenbeen. Verder verwees hij onder voorbehoud een beenplaat of osteoderm, door dominee S. Banks gevonden, naar de soort.
Het slecht geconserveerde en ongelijksoortige materiaal kreeg daarna weinig aandacht. In 1888 stelde Richard Lydekker dat Gigantosaurus megalonyx identiek was aan Ornithopsis humerocristatus. Friedrich von Huene maakte er in 1909 een Pelorosaurus megalonyx van. Tegenwoordig wordt G. megalonyx gezien als een nomen dubium.

## "Gigantosaurus"
In 1908 wilde Eberhard Fraas twee sauropoden benoemen, die hij pas ontdekt had in Duits-Oost-Afrika. Hij vond "Gigantosaurus" wel een mooie naam. Hij merkte tot zijn teleurstelling dat die naam al gebruikt was, maar las toen dat G. megalonyx beschouwd werd als een jonger synoniem van O. humerocristatus. Daaruit trok hij de onjuiste conclusie dat de naam weer beschikbaar was en benoemde een "Gigantosaurus africanus" en een "Gigantosaurus robustus". Richard Sternfeld herstelde in 1911 de fout en hernoemde beide soorten naar een nieuw geslacht: Tornieria. De eerste wordt echter ook wel als een Barosaurus africanus beschouwd en de laatste is in 1991 door Rupert Wild weer hernoemd tot het eigen geslacht Janenschia.
In 1928 maakte Sidney Henry Haughton de vergissing om, opnieuw voor een Afrikaanse sauropode, een "Gigantosaurus dixeyi" te benoemen, waarvan de soortaanduiding Frank Dixey eert. Deze soort werd in 1993 door Louis L. Jacobs hernoemd tot Malawisaurus dixeyi.